# Deák Gerő
Deák Gerő (Karatna, Háromszék megye, 1846. június 13. – Szászváros, 1917. február 14.) főgimnáziumi rendes tanár, zenetanár. 

## Életútja
Középiskoláit a nagyenyedi Bethlen-főiskolában végezte 1867-ben és ott hallgatta a kétéves jogi és kétéves teológiai tanfolyamot, melynek végeztével 1871-ben letette a papi vizsgát. Ezt követően külföldre ment és a berlini egyetem hallgatója lett. Hazaérkezve rövid ideig a brassói Nemerét szerkesztette. 1872 őszén a szászvárosi református Kun-kollégiumban az ókori klasszika literatúra tanára lett. Élénk tevékenységet fejtett ki ezen soknyelvű városnak társadalmi életében a magyar hazafias irány érvényesülése érdekében, főleg egy magyar dalos kör szervezése, fenntartása és vezetése által. A Szászvárosi Takarékpénztár R.-t. igazgatósági elnöke volt. Elhunyt 1917-ben, élete 71., és 31 évi tanári működését követő nyugalomba vonulásának 15. évében.

## Írásai
Külföldről több tárcacikket írt a Kelet és Udvarhely című lapokba (1871-72. a berlini múzeum lépcsőházának Kaulbach-féle rajzait és Berlint ismertette sat.); írt még a következő lapokba: Erdélyi Protestáns Közlöny (1873. Énekes könyvünk reformjához, A hunyadmegyei eloláhosodott magyarok érdekében, 1877. A Kuntanoda érdekében), Magyar Polgár (1875. 254. sz. A tordosi régészeti telepről), Nemere (1876. 86-89. sz. Bálványosvár urai), Kelet (1876. 86. 88. sz. Egy fontos indítvány illetőleg kérelem), Egyházi és Iskolai Szemle (1879. Az uj énekes könyv terv-vázlata), Család és Iskola (Az emberi fül gondozásának fontossága), Hunyad (1882. Igazgatói bucsúszó), Protestáns Közlöny (1883. Fölszentelő beszéd, az ev. ref. Kuntanoda új épületszárnyának felavatási ünnepén elmondott igazgatói beszéd, 1889. A gymnasiumi énekoktatás érdekében, A choral éneklésről.)

## Munkái
- Magyar Kalliope 202 egy, két és három szólamú egyházi és világi énekek szemelvényes gyűjteménye középiskolai és magánhasználatra. Bécs, 1888. (Makai Jenővel együtt. Ism. Protestáns Egyházi és Iskolai Lap és Protestáns Közlöny.)
- EMKE Daloskönyve, két és három szólamú komoly és víg dalok gyűjteménye. Budapest, 1892.